# Daniel Eduard Meier

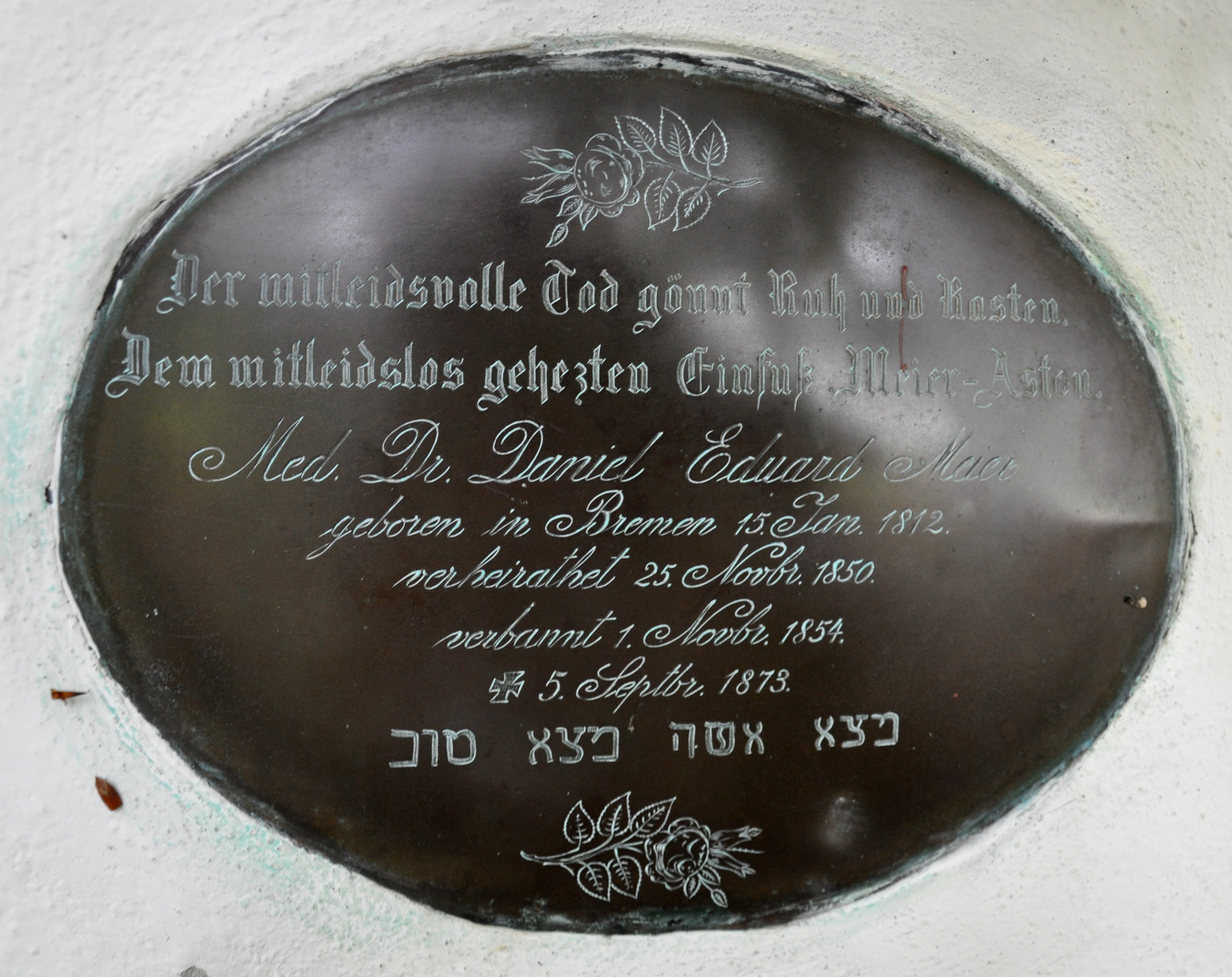
Grabtafel Daniel Eduard Meier auf dem Alten Friedhof in Wangen im Allgäu

Daniel Eduard Meier (* 15. Januar 1812 in Bremen; † 5. September 1873 in Wangen im Allgäu) war ein deutscher Mediziner und zweiter Ehemann der Schriftstellerin und Vorkämpferin für die demokratische Revolution und Frauenbewegung Louise Aston.

## Leben
Daniel Eduard Meier studierte Medizin, wurde zum Dr. med. promoviert und ließ sich anschließend 1838 als praktischer Arzt in Bremen nieder. Obwohl ihm wenige Jahre zuvor 1845 in Prag durch den böhmisch-österreichischen Chirurgen Franz Pitha ein Unterschenkel amputiert werden musste, wirkte er trotz der physischen Belastung 1848 zur Behandlung einer Typhusepidemie als Bezirksarzt im oberschlesischen Pless. 
Am Schleswig-Holsteinischen Krieg von 1848 nahm er als Arzt im Freikorps von der Tann teil, lernte dabei die als Krankenpflegerin tätige Schriftstellerin und Vorkämpferin für die demokratische Revolution und Frauenbewegung Louise Aston kennen und ging mit ihr eine Beziehung ein. Louise Aston, die eine Kurzhaarfrisur hatte, auf der Straße rauchte und Männerhosen trug, lebte aufgrund dieser Beziehung spätestens ab Juni 1849 in Bremen.

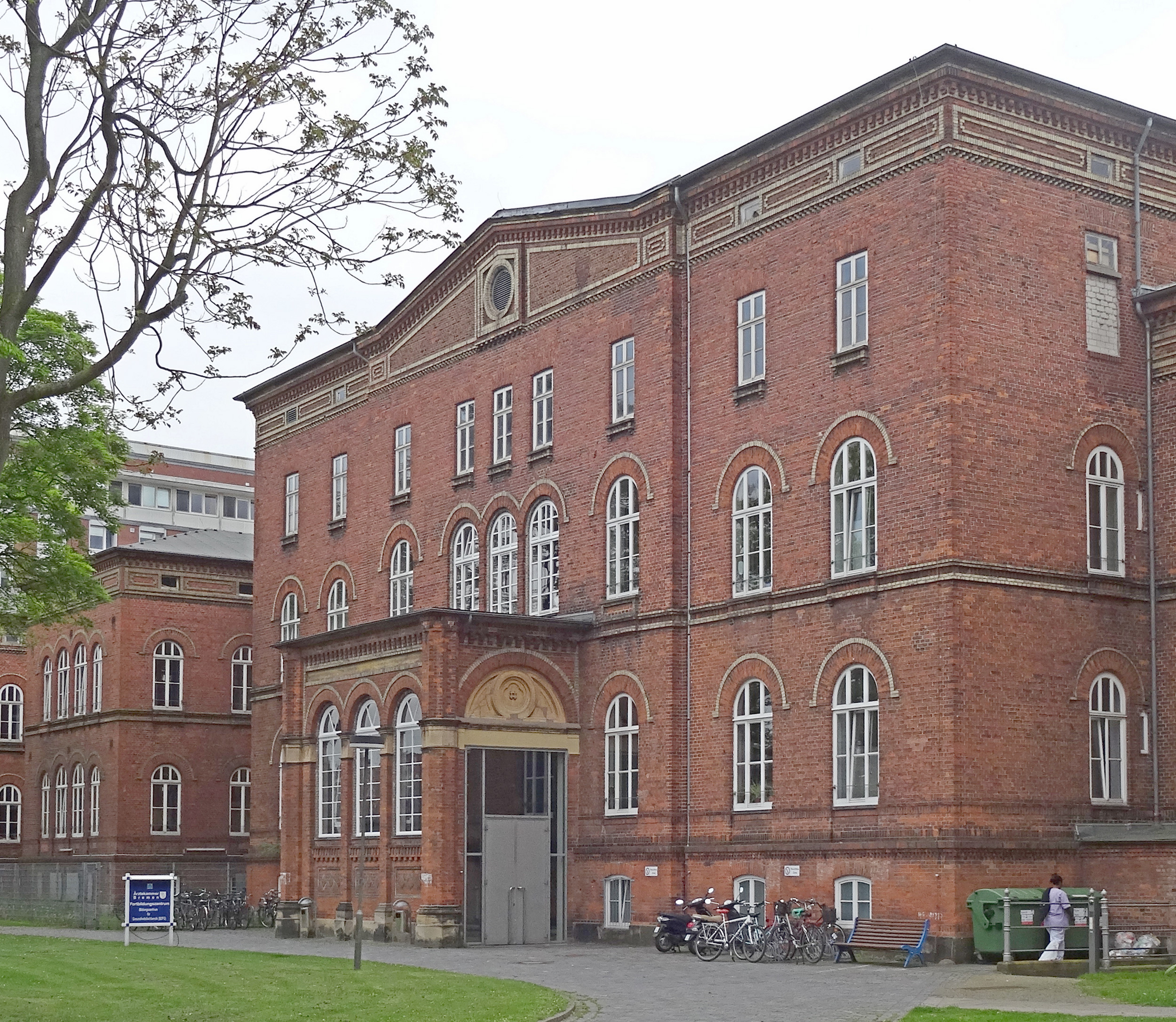
Krankenhaus Sankt-Jürgen-Straße Bremen (Östliche Vorstadt)

Daniel Eduard Meier besuchte ab März 1849 gemeinsam mit dem Baudirektor Alexander Schröder zahlreiche Krankenhäuser in Deutschland und den angrenzenden Ländern, um bei der Umsetzung der für Bremen geplanten „Neuen Krankenanstalt“ das bestmögliche Ergebnis zu erzielen. Nach der am 24. Juli 1849 erfolgten Grundsteinlegung wurde er am 17. April 1850 zum Leitenden Arzt der „Neuen Krankenanstalt“ in Bremen ernannt, verheiratete sich am 25. November 1850 in Braunschweig mit Louise Aston, gab seine Praxis in Bremen auf und trat die Stelle als Leitender Arzt am 24. Juli 1851 an. Nachdem Louise Aston wegen „Ansichten, welche für die bürgerliche Ruhe und Ordnung gefährlich seien“ und wegen „frivolen und außergewöhnlichen Benehmens“ zuvor jeweils 1846 und 1848 aus Berlin ausgewiesen wurde, auch jetzt in Bremen mehrfach Hausdurchsuchungen durchgeführt wurden, des Weiteren beide Mitglied des im Juli 1848 gegründeten Demokratischen Vereins waren, Kontakte zum 1850 in London gegründeten Central-Comité für europäische Demokratie und auch zum Pastor an der Bremer Kirche Unser Lieben Frauen und demokratischen Revolutionär Rudolph Dulon hatten, kündigte der Bremer Rat Daniel Eduard Meier nach dessen offensichtlichem Festhalten an seiner für die Stadt Bremen nicht akzeptablen Ehefrau am 1. November 1854 zum 1. Mai 1855 das Beschäftigungsverhältnis und berief später den Mediziner Carl Anton Eduard Lorent als seinen Nachfolger. 

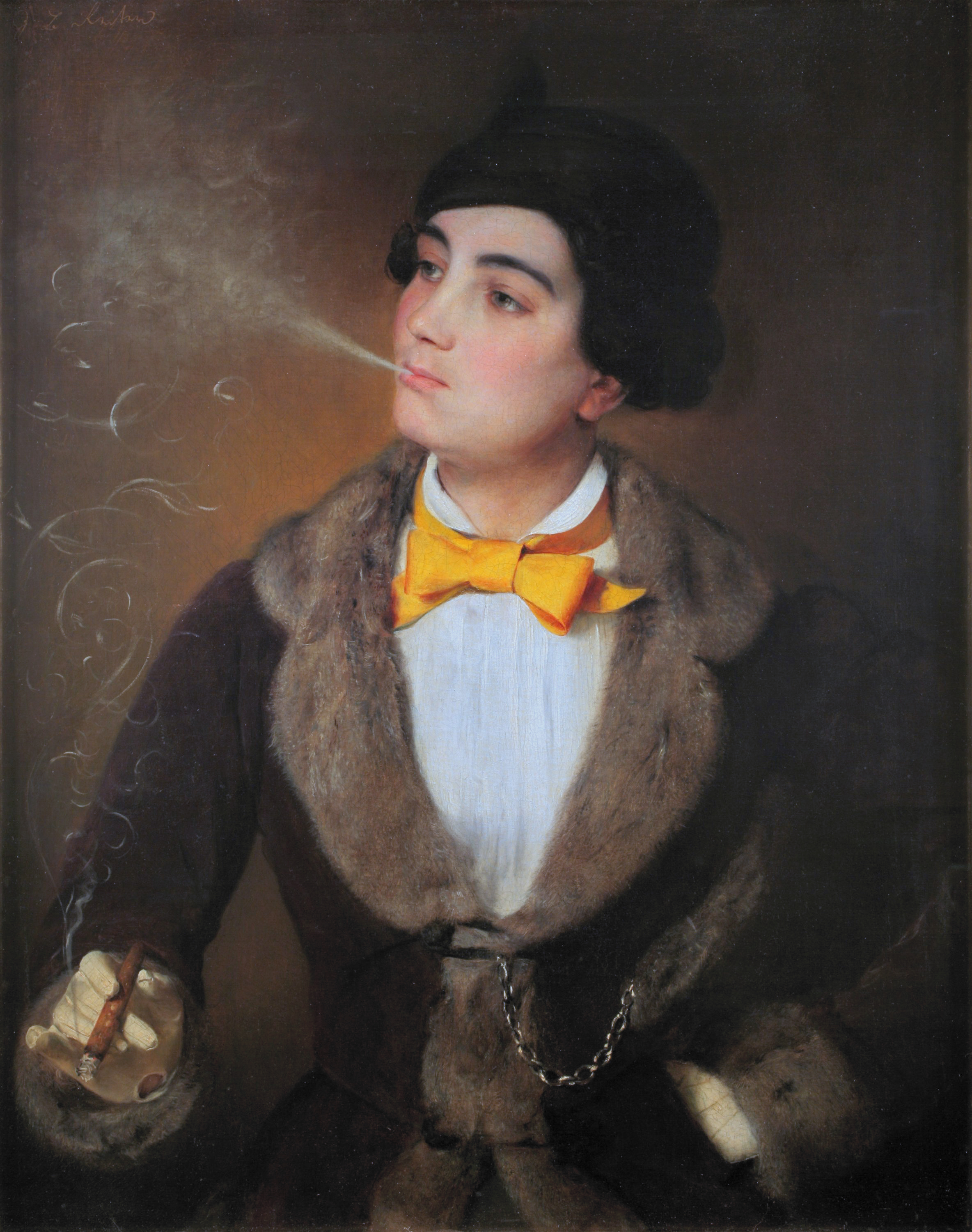
„Die Emanzipierte“ (Louise Aston um 1847) von Johann Baptist Reiter

Die Folge waren jahrelanger Wohn- und Arbeitswechsel des Paares mit langjährigen Aufenthalten im Russischen Kaiserreich, Ungarn und Österreich.
Auf Empfehlung des im Schleswig-Holsteinischen Krieg als Generalstabsarzt eingesetzten Chirurgen Bernhard Langenbeck ging Daniel Eduard Meier nach Russland, um im Rang eines Hauptmannes als Arzt auf Seiten der russischen Truppen im Krimkrieg zu dienen. Nachdem das Ehepaar in Odessa die Nachricht vom zwischenzeitlich geschlossenen Friedensvertrag erhalten hatte, wirkte Daniel Eduard Meier noch bis Sommer 1857 als dirigierender Oberarzt im Lazarett Sigarowa bei Charkow und ging dann als Bezirksphysicus in das Großfürstentum Siebenbürgen  nach Sepsiszentgyörgy. Im Frühling 1858 hielt sich die Familie in Kronstadt auf, anschließend wurde Daniel Eduard Meier als Brunnenarzt in Borsec mit Wintersitz in Szent-Miklós berufen. Nachdem er 1862 Bahnarzt in Unterwaltersdorf bei Wien war, zog die Familie 1864 nach Klagenfurt, später nach Bischoflack unweit Laibach, wo er als Gerichtsarzt wirkte, 1871 nach Liebenzell im Schwarzwald und im Herbst 1871 nach Wangen im Allgäu, wo seine Ehefrau am 21. Dezember 1871 verstarb.
Seine letzte 1871 im Hirschwald Verlag in Berlin veröffentlichte Schrift Über künstliche Beine stand unter dem Motto

„Sagt, sollen Deutschlands Recken
die Faust – zum Betteln strecken?“

und ist ein leidenschaftlicher Aufruf, mechanische Werkstätten zur Fertigung künstlicher Gliedmaßen zu errichten, um Kriegsversehrte wieder in die Arbeitswelt einzugliedern.
Daniel Eduard Meier war Ehrenmitglied des Ärztlichen Vereins in Bremen und wurde am 4. August 1857 unter der Präsidentschaft von Christian Gottfried Daniel Nees von Esenbeck mit dem akademischen Beinamen Peschel unter der Matrikel-Nr. 1816 als Mitglied in die Kaiserliche Leopoldino-Carolinische Deutsche Akademie der Naturforscher aufgenommen.

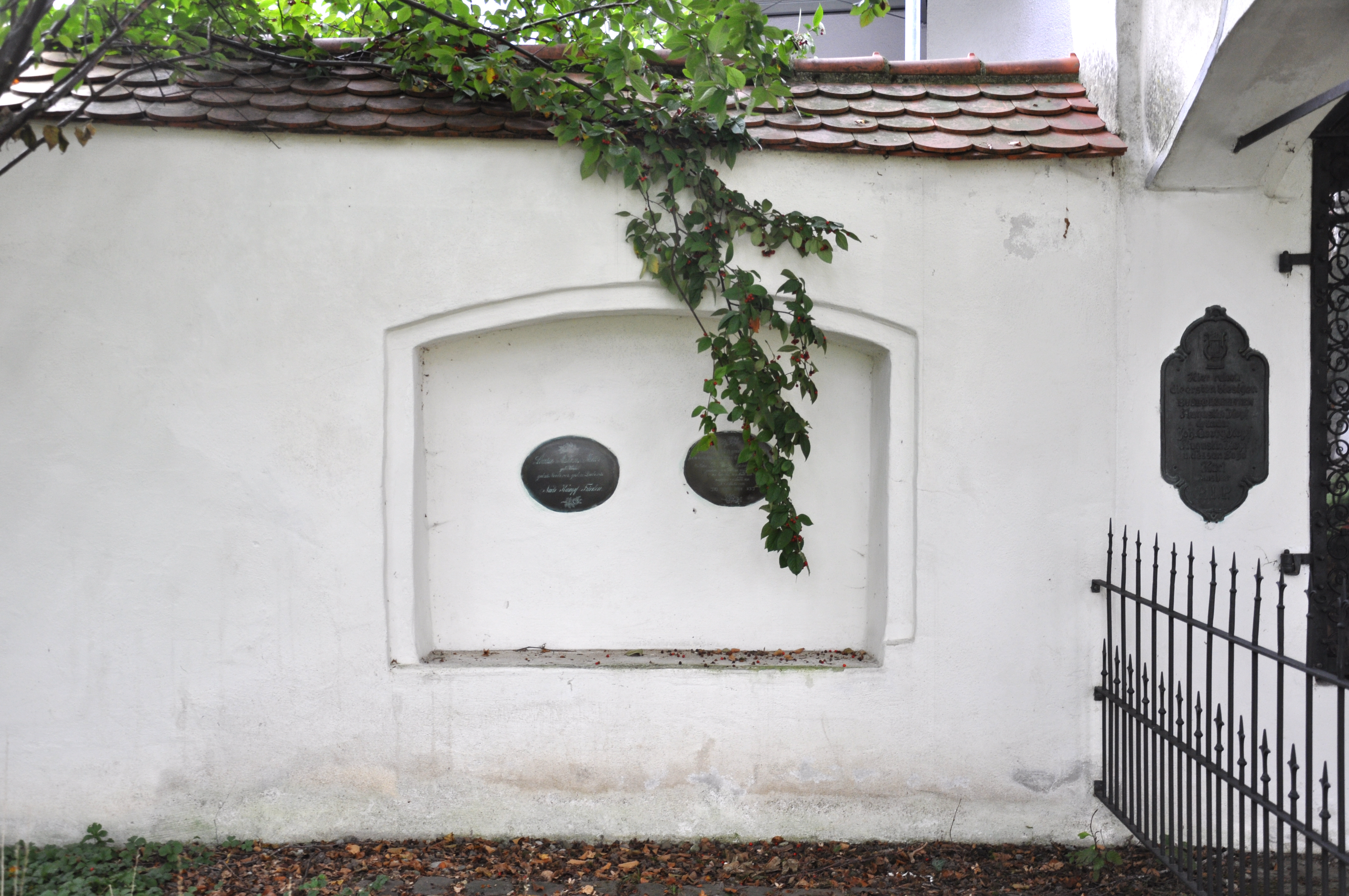
Wangen Alter Friedhof Grab Aston-Meier

Zwei Jahre nach dem Tod seiner Frau Louise Aston-Meier starb Daniel Eduard Meier am 5. September 1873 und wurde in der Grabanlage bei seiner Ehefrau auf dem Alten Friedhof in Wangen im Allgäu beigesetzt.
Die an der Nordwand des Alten Gottesackers angebrachte Grabtafel Daniel Eduard Meiers ziert der Spruch:

„Der mitleidsvolle Tod gönnt Ruh und Rasten
Dem mitleidslos gehetzten Einfuß Meier-Aston“

und in hebräischer Schrift:

„Wem ein Weib gab Gott
dem gab er ein Kleinod.“

## Schriften
- Geburtshülfliche Beobachtungen und Ergebnisse gesammelt in der obstetricischen Klinik zu Halle; nebst Beschreibung der Niemeyerschen Kopfzange und eines Kephalopelykometer. Schünemann, Bremen 1838.
- Die neue Krankenanstalt in Bremen. Zweite Auflage, Schünemann, Bremen 1850 (Digitalisat)
- Meine Entlassung und Rechtfertigung. Stalling, Oldenburg 1855
- Über künstliche Beine. Hirschwald, Berlin 1871 (Digitalisat)